# Голубицкий, Борис Наумович
Бори́с Нау́мович Голуби́цкий (р. 24 ноября 1944, Курск) — российский театральный режиссёр и педагог, заслуженный деятель искусств Российской Федерации.

## Биография

### Образование и начало деятельности
Родился 24 ноября 1944 года в Курске. В 1963—1968 годах обучался специальности режиссура драматического театра в Ленинградском государственном институте театра, музыки и кинематоргафии — ЛГИТМИКе, на курсе, который возглавлял известный российский режиссёр и театральный педагог М. В. Сулимов. Однокурсниками Б. Н. Голубицкого стали многие знаменитые в будущем режиссёры: В. Б. Пази, Л. Д. Эйдлин, Р. Ш. Хакишев и другие.
Впоследствии Борис Голубицкий неоднократно повышал свою квалификацию на стажировках и в творческих лабораториях выдающихся российских режиссёров: А. В. Эфроса, О. Н. Ефремова, И. П. Владимирова, А. А. Гончарова, М. А. Захарова, Б. Г. Голубовского.
После окончания ЛГИТМиКа с 1968 по 1987 год работал в качестве режиссёра-постановщика в академических театрах Куйбышева, Ростова-на-Дону, Липецка. В эти годы Борис Голубицкий осуществил более 30 постановок, ряд из них по пьесам классической русской драматургии. Так им были поставлены спектакли по пьесам А. Н. Островского «Доходное место» в Куйбышевском театре имени М. Горького (1968) и «На бойком месте» — в Липецком театре имени Льва Толстого (1979)  . Спектакли Голубицкого по русской классике неоднократно представлялись на всероссийских театральных фестивалях. В частности спектакль «На бойком месте» в 1979 году стал победителем в нескольких номинациях Всероссийского театрального фестиваля «Дни Островского в Костроме». Работа Бориса Голубицкого не ограничивалась русской классикой. Он неоднократно обращался к пьесам ведущих советских драматургов А. Арбузова, Б. Васильева, Л.Жуховицкого, А. Вампилова, С. Алешина и др. Уделял внимание и постановке спектаклей для детей («Золушка» Е. Шварца, «Р. В. С.» А. Гайдара, «Терем-теремок» С. Маршака и др.). При постановке спектаклей Борис Голубицкий уделял особое внимание работе с актёрами. У него был богатый опыт работы с артистами периферийных театров, но не только. Во время стажировки в театре «Ленком» в 1984—1985 годах работал вторым режиссёром с постановщиком Г. А. Панфиловым над спектаклем «Гамлет», где были заняты звезды театра и кино: О. И. Янковский, И. М. Чурикова, А. Г. Абдулов, М. М. Казаков и др. Об этой работе Голубицкий рассказал в своей книге «Птицы нашего театра», изданной Союзом театральных деятелей России в 2022 году. Книга открыла серию воспоминаний о людях российского театра.
В 1985 году Борис Голубицкий был направлен Министерством культуры СССР в Театр имени Николая Погодина города Петропавловска (Северный Казахстан) для подготовки 100-летнего юбилея театра и организации его гастролей в Москве. В этом театре в течение полутора лет им были поставлены четыре спектакля: «Не было ни гроша, да вдруг алтын» А. Островского, «Иван и Мадонна» А. Кудрявцева, «Жанна» А. Галина и «Бравый солдат Ярослав Гашек» К. Минца и сыграны в Москве на сцене Малого театра СССР в июле 1987 года.

### В Орловском государственном академическом театре им. И. С. Тургенева
В 1987 году назначен художественным руководителем Орловского драматического театра имени И. С. Тургенева (с 1996 года — Орловский государственный академический театр имени И. С. Тургенева), который возглавлял до 2012 года. С самого начала в репертуарной политике театра новый художественный руководитель сделал ставку на русскую классическую литературу. Благодаря Борису Наумовичу Голубицкому и его супруге Ольге Михайловне Нестеровой, заведовавшей литературной частью, театр стал более серьёзно относиться к своему прошлому. Был создан музей и камерная сцена, названные в честь основателя театра графа С. М. Каменского.

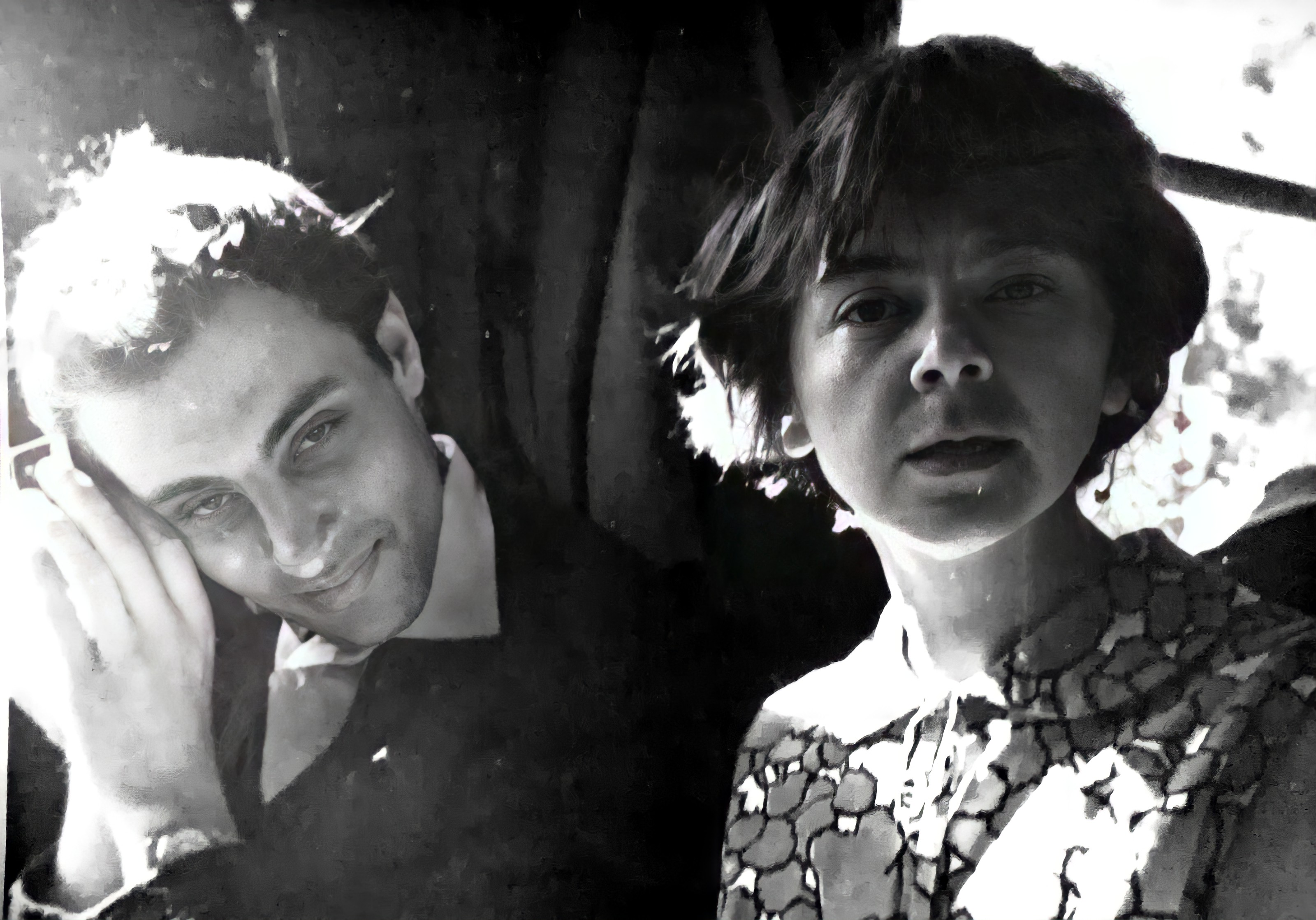
Б. Н. Голубицкий и его супруга О. М. Нестерова

Концепция развития театра предполагала постановку спектаклей по произведениям классиков, чья биография связана с Орловщиной (И. С. Тургенев, Н. С. Лесков, Л. Н. Андреев и др.). Борисом Голубицким в 1988 году был организован фестиваль «Русская классика», который затем постоянно проводился на орловской сцене. В нём принимали участие лучшие театры Москвы, Санкт-Петербурга и многих городов России и зарубежья. За время работы в Орловском государственном академическом театре имени И. С. Тургенева с 1987 по 2012 год Борисом Голубицким было поставлено 50 спектаклей. Среди них 10 спектаклей по произведениям И. С. Тургенева: «Провинциалка», «Завтрак у предводителя», «Дым», «Последний колдун», «Нахлебник», «Неосторожность», «Где тонко, там и рвется», «Отцы и дети. Роман», «Любви прекрасная звезда (Клара Милич)», «История лейтенанта Ергунова». В эти же годы он ставил спектакли по произведениям Тургенева в других театрах. Например, «Нахлебник» кроме орловской сцены был им поставлен в Театре имени М. Горького в Нижнем Новгороде и в театре города Шумен (Болгария). Из ста с лишним спектаклей, поставленных Голубицким в российских и зарубежных театрах, тринадцать — по произведениям И. С. Тургенева, занимавшим особое место в творчестве режиссёра. В годы его работы в Орле возглавляемый им театр стал настоящей лабораторией поисков современного прочтения классики, превратился в Дом Тургенева.
Конечно, художественный руководитель Орловского театра имени Тургенева не ограничивал себя постановками исключительно по Тургеневу. Им был поставлен ряд спектаклей по пьесам других российских классиков («Ревизор» и «Игроки» Н. В. Гоголя, «Лес», «Волки и овцы», «Доходное место» А. Н. Островского, «Свадьба Кречинского» А. В. Сухово-Кобылина и др.). Внимание постановщика уделялось и зарубежной классике («Буря», «Сон в летнюю ночь», «Два веронца» У. Шекспира, «Жорж Данден» Ж.-Б. Мольера, «Самодуры» К. Гольдони, «Анджело, тиран Падуанский» В. Гюго, «Единственный наследник» Ж.-Ф. Реньяра и др.). В сфере его интересов были и пьесы выдающихся советских драматургов — его современников («Старший сын» А. В. Вампилова, «Две стрелы» А. М. Володина, «Звезды на утреннем небе» А. М. Галина и др.).
Художественный руководитель театра уделял серьёзное внимание формированию труппы театра, максимальному использованию штатных талантливых артистов. Но на орловской сцене выступали и выдающиеся столичные артисты. Вера Кузьминична Васильева — актриса Московского академического театра сатиры, Народная артистка СССР, сыграла главных героинь в двух спектаклях, «Без вины виноватые» А. Н. Островского  и «Филумена» Эдуардо де Филиппо, поставленных художественным руководителем театра специально для неё. На своей книге «Продолжение души», подаренной режиссёру, она написала: «С любовью и благодарностью за лучшие роли в моей судьбе».

### Общественная и педагогическая работа
В 1991 году на Съезде Союза театральных деятелей России Борис Голубицкий, по предложению М. А. Ульянова, был избран Секретарём правления Союза, ответственным за международную деятельность. В рамках этой деятельности он развивал связи Орловского театра с театрами Болгарии , поставил на болгарской сцене ряд спектаклей по произведениям русской классики, устраивал обменные гастроли и совместные выступления российских и болгарских актёров. Театр имени И. С. Тургенева, выезжая на гастроли, неоднократно показывал свои работы по русской классике в Париже   и Буживале, в Баден-Бадене и Марселе . Группа орловских актёров провела три творческих вечера в университете штата Иллинойс (Чикаго, США). А постановочный коллектив из театра «Кендллайт» (Чикаго) поставил в Орле мюзикл «Человек из Ламанчи» по М. Сервантесу на музыку Митча Ли.
С середины 1990-х годов активно занимается преподавательской деятельностью. На базе Санкт-Петербургской государственной академии театрального искусства (нынешний РГИСИ) выпустил три актёрских курса. Ученики Б. Н. Голубицкого работают в различных российских театрах, среди них — известные актёры театра и кино Пётр Логачёв, Антон Багров и другие.
Оставив в 2012 году пост художественного руководителя Орловского академического театра имени И. С. Тургенева, переехал в Санкт-Петербург, где с 2013 года является председателем Государственной экзаменационной комиссии по режиссуре Российского государственного института сценических искусств.

## Основные постановки
Куйбышевский театр имени М. Горького (1968—1970)
- А. Н. Островский «Доходное место»
- Л. Рахманов «Беспокойная старость»
- И. Тумановская «Кто ты, Женька?»
- И. Шток «Земля замоскворецкая»

Ростовский театр имени М. Горького (1970—1973)
- П. Шеффер «Тёмная история»
- Л. Жуховицкий «Одни, без ангелов…»
- А. Арбузов «Сказки Старого Арбата»
- А. Арбузов «В этом милом старом доме»
- Б. Васильев «Веселый тракт»

Липецкий театр имени Л. Толстого (1973—1983)
- А. Вампилов «Старший сын»
- С. Алешин «Гражданское дело»
- Ф. Бомонт и Д. Флетчер «Как управлять женой»
- А. Кристи «Мышеловка»
- В. Шукшин «Характеры»
- Е. Шварц «Золушка»
- Ф. Достоевский «Сон смешного человека»
- А. Островский «На бойком месте»
- А. Островский, П. Невежин «Блажь»
- Т. Уильямс «Татуированная роза»
- А. Гайдар «Р. В. С.»
- В. Ежов «Баллада о солдате»
- Ф. Гарсиа Лорка «Дом Бернарды Альбы»
- Ф. Лопе де Вега «Собака на сене»
- И. Друцэ «Возвращение на круги своя»

Театр имени Н. Погодина, Петропавловск-Казахский (1985—1987)
- А. Островский «Не было ни гроша, да вдруг алтын»
- А. Кудрявцев «Иван и Мадонна»
- А. Галин «Жанна»
- К. Минц «Бравый солдат Ярослав Гашек»

Орловский театр имени И. С. Тургенева (1987—2012)
- Н. Эрдман «Мандат»
- И. Тургенев «Провинциалка», «Завтрак у предводителя»
- М. Зощенко «Пусть неудачник плачет»
- У. Шекспир «Буря»
- Ж.-Б. Мольер «Жорж Данден»
- Н. Гоголь «Ревизор»
- И. Тургенев «Дым»
- К. Гольдони «Самодуры»
- И. Гончаров «Любовь и разочарования молодого человека»
- И. Тургенев «Последний колдун»
- А. Островский «Лес»
- В. Гюго «Анджело, тиран Падуанский»
- Л. Андреев «Василиса Петровна» («Не убий»)
- И. Тургенев «Нахлебник»
- Н. Гоголь «Игроки»
- У. Шекспир «Сон в летнюю ночь»
- А. Островский «Волки и овцы»
- А. Сухово-Кобылин «Свадьба Кречинского»
- И. Тургенев «Неосторожность»
- А. Островский «Без вины виноватые»
- Э. де Филиппо «Человек и джентльмен»
- Л. Андреев Одноактные пьесы
- И. Тургенев «Где тонко, там и рвется»
- А. Вампилов «Старший сын»
- У. Шекспир «Два веронца»
- А. Островский «Доходное место»
- Э. де Филиппо «Филумена»
- А. Чехов «Каштанка»
- А. Галин «Звезды на утреннем небе»
- А. Володин «Две стрелы»
- А. Островский «Свои люди — сочтёмся»
- А. Чехов «Лебединая песня»
- И. Тургенев «Отцы и дети. Роман»
- И. Тургенев «Любви прекрасная звезда» («Клара Милич»)
- А. Чехов «Три сестры»
- А. Писарев «Хлопотун, или Дело мастера боится»
- А. Островский «Шутники»
- И. Тургенев «История лейтенанта Ергунова»
- Н. Йорданов «Королевская мышеловка»
- Ж.-Ф. Реньяр «Единственный наследник»

Театр в г. Разград (Болгария)
- А. Островский «На бойком месте»
- А. Островский, П. Невежин «Блажь»

Театр в г. Шумен (Болгария)
- А. Островский «Без вины виноватые»
- А. Островский «Волки и овцы»
- А. Островский «Доходное место»
- И. Тургенев «Нахлебник»

Театр имени М. Горького, Нижний Новгород
- И. Тургенев «Отцы и дети. Роман»
- И. Тургенев. «Нахлебник»

Тамбовский драматический театр
- И. Гончаров «Обыкновенная история»

Театр «Святая крепость» в г. Выборге
- У. Шекспир «Два веронца»

Российский государственный институт сценических искусств, Санкт-Петербург
- Ф. Достоевский «Белые ночи»
- А. Чехов «Предложение»

## Награды и премии
- Заслуженный деятель искусств Российской Федерации (1995)  — за большие заслуги в области искусства [48]
- Орден Дружбы (2005 г.)  — за большой вклад в развитие отечественной культуры и искусства, многолетнюю творческую деятельность [49]
- Тургеневская премия (1994 г., 2007 г.) [50]
- Памятная медаль "200-летие И.С. Тургенева"  — за большой вклад в изучение и популяризацию творческого наследия И.С. Тургенева (учреждена Указом Губернатора Орловской области от 20.09.2017 № 411)

## Документальные фильмы, теле- и радиопередачи
- Неизвестный Тургенев в исследованиях Бориса Голубицкого. "Черные дыры. Белые пятна" (Телеканал "Россия - Культура", 2015)[51]
- Проект "ДраММатика": драма + театр + мультимедиа ( Телеканал "Санкт-Петербург", 2017)[52]
- Правда места. К 80-летию Б.Н. Голубицкого ("Радио России. Орел", 2024) [53]